# Saci
Saci is een historisch merk van scooters.
De bedrijfsnaam was: Costrucciones Meccanicas Grassi, São Paulo.
Saci was een Braziliaans merk dat in 1959 begon met de productie van 174cc-scooters in verschillende uitvoeringen. Tussen 1966 en 1970 verdween het merk.